# James sats
Inom funktionalanalys, en del av matematiken, är, James sats, uppkallad efter Robert C. James, en sats som säger att ett Banachrum B är reflexivt om och bara om varje kontinuerlig linjär funktional över B når sitt maximum i den slutna enhetssfären i B.